# Жельо Ганчев
Жельо Драгомиров Ганчев е български учен, професор по общо животновъдство, един от основателите на висшето зооинженерно и агрономическо образование в България, съосновател на Агрономическия факултет при Софийския университет, работил в областта на овцевъдството и говедовъдството.

## Биография
Роден е на 10 април 1877 г. в Арабаджиево. През 1899 г. завършва земеделско образование в Кралската земеделско-ветеринарна академия в Копенхаген, Дания. През 1901 г. специализира животновъдство и млекарство в Дания и Швейцария. От 1911 до 1914 и през 1918 – 1919 г. е директор на земеделското училище в Садово. Той е сред основателите и първите преподаватели в Агрономическия факултет на Софийския университет. През 1921 г. е избран за доцент, а през 1928 г. – за професор. От 1928 до 1936 г. завежда катедрата по Общо скотовъдство към Агрономо-лесовъдния факултет на Софийския университет. В същия период е почетен председател на Съюза на говедовъдните дружества. 
Под ръководството на проф. Ганчев е създадена породата Червено садовско говедо. Изучава местните овчи отродия, състава и смилаемостта на българските фуражи.
През 1926 г. проф. Ганчев осъществява първото бонитиране на стадо Старозагорски овце в старозагорското село Горно Ботево. Той характеризира и Свищовската овца.
През 1935 г. проф. Жельо Ганчев в съавторство с проф. Иван Попов първи публикуват данни за хранителната стойност на някои основни български фуражи, използвани при храненето на продуктивни животни. 
Проф. Жельо Ганчев почива на 16 януари 1936 г.

## Научни трудове
Автор е на редица научни трудове посветени на говедовъдството и овцевъдството, по-значимите са:
- „Говедарство“ (1907)
- „Общо скотовъдство“ (1924)
- „Овцевъдството в България“ (1930)